# David Churcidze
David Chvičaevič Churcidze (in russo Давид Хвичаевич Хурцидзе?; Bijsk, 4 luglio 1993) è un calciatore russo, centrocampista del Gonio.

## Palmarès

### Club

#### Competizioni nazionali
- Coppa d'Armenia: 2

Ararat: 2020-2021
Urartu: 2022-2023
- Campionato armeno: 1

Urartu: 2022-2023